# Giovanni Dardel
Giovanni Dardel in francese Jean Dardel (Étampes, ... – 1403) è stato un vescovo e storico francese, francescano.
Giovanni Dardel era frate minore della provincia francese dell'ordine francescano, cronista dell'Armenia nel XIV secolo, consigliere e confessore del re Leone VI dell'Armenia. Non si sa nulla di lui, tranne ciò che lui stesso racconta nella sua Chronique d'Arménie, un'opera sconosciuta fino alla fine del XIX secolo.

## Biografia
Dardel nacque a Étampes, vicino a Parigi, e divenne francescano verso la metà del XIV secolo. Non prima del 1375 andò con altri pellegrini a Gerusalemme e sul Monte Sinai. Arrivato al Cairo, dove incontrò l'infelice Leone VI d'Armenia, ultimo re di Armenia (Cilicia), che dopo un assedio di nove mesi nella Fortezza di Kapan fu fatto prigioniero dall'Emiro di Aleppo e portato a Gerusalemme e da lì inviato, insieme al suo famiglia, al Cairo (luglio 1375).
Al Cairo, Dardel accettò l'invito del monarca imprigionato a fungere da consigliere, confessore e segretario. Con Dardel vi era un compagno di nome fra Antonio da Monopoli. Dardel vide spesso il re e disse la messa davanti a lui, un privilegio facilmente ottenuto dal sultano. Rimase al Cairo fino al 1379 e, come racconta egli stesso, scrisse personalmente le lettere che il re mandò in Europa al fine di ottenere la sua libertà.
Alla fine il re Leone VI d'Armenia gli affidò il sigillo reale e le lettere di fede, e lo mandò come ambasciatore a re Pietro IV d'Aragona, e, in mancanza di successo con lui, a tutti gli altri re della cristianità per ottenere la sua libertà. Dardel e il suo compagno, il fratello Antonio da Monopoli, partirono dal Cairo l'11 settembre 1379 e raggiunsero Barcellona il 1º marzo 1380. Dopo aver viaggiato per più di mezza Europa riuscì a malapena a indurre il re di Aragona a inviare un'ambasciata con doni al sultano. Sotto la guida del pellegrino Gian-Alfonso di Loric, con l'appoggio del re Giovanni I di Castiglia, fu così assicurato il rilascio di re Leone VI, che arrivò a Venezia il 12 dicembre 1382. Partì per la Francia, reso omaggio in quel luogo a Clemente VII (l'antipapa), e poi andò in Spagna dove il re di Castiglia lo accolse regalmente.
Clemente VII nominò Dardel vescovo di Tortiboli (l'odierna Biccari) nel Regno di Napoli l'11 aprile 1383, come ricompensa per le sue fatiche a nome del re armeno. Essendo stato nominato vescovo da un antipapa Dardel è però da considerarsi antivescovo. Terminò il suo mandato nel 1403.

## L'opera storica
Di lui si conserva un manoscritto dal titolo Chronique d'Arménie, a lungo sconosciuto agli storici.
Fu scoperto dal canonico Ulysse Robert, che trovò il manoscritto nella Biblioteca di Dole in Francia.
Il testo fu pubblicato all'inizio del XX secolo dall'Académie des Inscriptions et Belles-Lettres di Francia nel secondo volume del Recueil des Historiens des Croisades, nella sezione intitolata Documents Arméniens. questo testo rappresenta anche la fonte principale per la sua biografia.